# گیرمو باروس شلوتو
گیرمو باروس شلوتو (اسپانیایی: Guillermo Barros Schelotto‎؛ زادهٔ ۴ مهٔ ۱۹۷۳) بازیکن فوتبال پیشین و سرمربی فوتبال اهل آرژانتین است.

## باشگاهی
از باشگاه‌هایی که در آن بازی کرده‌است می‌توان به جیمناسیا لاپلاتا، بوکا جونیورز و کلمبوس کرو اشاره کرد.

## تیم ملی
وی همچنین در تیم ملی فوتبال آرژانتین بازی کرده‌است.